# Trece
Trece é um canal de televisão espanhol. A sua programação baseia-se numa forte difusão dos valores da Igreja Católica. Os seus principais conteúdos passam pelo cinema clássico, as séries, programas de produção própria e produção alheia da KW TV, Popular TV e CTV.